# Portalegre (district)
District Portalegre is een district van Portugal, met een oppervlakte van 6.065 km² het zesde grootste district. Het inwonersaantal is 104.989 (2021). Hoofdstad is de gelijknamige stad Portalegre.
Het district is onderverdeeld in 15 gemeenten:
- Alter do Chão
- Arronches
- Avis
- Campo Maior
- Castelo de Vide
- Crato
- Elvas
- Fronteira
- Gavião
- Marvão
- Monforte
- Nisa
- Ponte de Sor
- Portalegre
- Sousel

## Demografische ontwikkeling
Aveiro · Beja · Braga · Bragança · Castelo Branco · Coimbra · Évora · Faro · Guarda · Leiria · Lissabon · Portalegre · Porto · Santarém · Setúbal · Viana do Castelo · Vila Real · Viseu

Autonome regio's van Portugal: Azoren · Madeira